# New American Gospel
New American Gospel prvi je studijski album američkog heavy metal-sastava Lamb of God. Diskografska kuća Prosthetic Records objavila ga je 26. rujna 2000. Prvo je izdanje sastava na kojem gitaru svira Willie Adler.
Godine 2006. diskografska kuća Metal Blade Records objavila je ponovno remasterirano izdanje albuma s četiri dodatne pjesme. U SAD-u je prodan u više od 100 000 primjeraka.

## Popis pjesama
Tekstovi: D. Randall Blythe i Chris Adler, glazba: Lamb of God, osim gdje je navedeno drukčije.
| 1.    | »Black Label«                                     |               | 4:52 |
| 2.    | »A Warning«                                       |               | 2:23 |
| 3.    | »In the Absence of the Sacred«                    |               | 4:36 |
| 4.    | »Letter to the Unborn«                            |               | 2:56 |
| 5.    | »The Black Dahlia«                                |               | 3:19 |
| 6.    | »Terror and Hubris in the House of Frank Pollard« |               | 5:37 |
| 7.    | »The Subtle Arts of Murder and Persuasion«        |               | 4:10 |
| 8.    | »Pariah«                                          |               | 4:24 |
| 9.    | »Confessional«                                    | Blythe, Duane | 4:01 |
| 10.   | »O.D.H.G.A.B.F.E.«                                |               | 5:14 |
| 41:32 |                                                   |               |      |

## Zasluge
Lamb of God
- D. Randall Blythe – vokal
- Duane – gitara
- Willie Adler – gitara
- John Campbell – bas-gitara
- Chris Adler – bubnjevi, produkcija, miks, montaža

Ostalo osoblje
- Abe Spear – fotografije
- Julie Cyr – fotografije
- Dave Murello – montaža, mastering
- K3N – grafički dizajn, dizajn
- Steve Austin – produkcija, inženjer zvuka, montaža, miks, mastering, vokal (na 6. pjesmi)